# Domenico Angelini
Domenico Angelini (auch Dominico Angelini; * 18. Januar 1777 in Villafranca (Valle Castellana); † 26. Juni 1851 in Rom) war ein italienischer Bischof.

## Leben
Geboren in den Marken, empfing er am 7. Juni 1800 die Priesterweihe. In Rom wurde er zum Doctor iuris utriusque promoviert und wurde am 15. Juni 1807 Apostolischer Protonotar. Er war Professor der Philosophie in Ascoli und später in Rom, wo er zum Generalvikar des suburbikarischen Bistums Porto-Santa Rufina berufen wurde. Danach war er Examinator für das suburbikarische Bistum Sabina und die Territorialabtei Subiaco sowie Generalvikar des Bistums Sabina.
Papst Gregor XVI. ernannte ihn am 8. Juli 1839 zum Titularbischof von Leuce und zum Weihbischof im suburbikarischen Bistum Sabina. Die Bischofsweihe spendete ihm am 21. Juli desselben Jahres Kardinal Filippo de Angelis; Mitkonsekratoren waren die Erzbischöfe Ludovico Tevoli und Niccola Ferrarelli. Am 28. Januar 1842 wurde Domenico Angelini zum Beauftragten für das Heiligtum von Loreto ernannt. Papst Pius IX. ernannte ihn am 21. Dezember 1846 stattdessen zum Konsultor des Heiligen Offiziums und im Januar 1847 zum Mitglied der Kongregation für das Heiligtum von Loreto.